# Saint-Pé-Saint-Simon
Saint-Pé-Saint-Simon – miejscowość i gmina we Francji, w regionie Nowa Akwitania, w departamencie Lot i Garonna.
Według danych na rok 1990 gminę zamieszkiwało 199 osób, a gęstość zaludnienia wynosiła 11 osób/km² (wśród 2290 gmin Akwitanii Saint-Pé-Saint-Simon plasuje się na 978. miejscu pod względem liczby ludności, natomiast pod względem powierzchni na miejscu 610.).